# Apoyo aéreo cercano

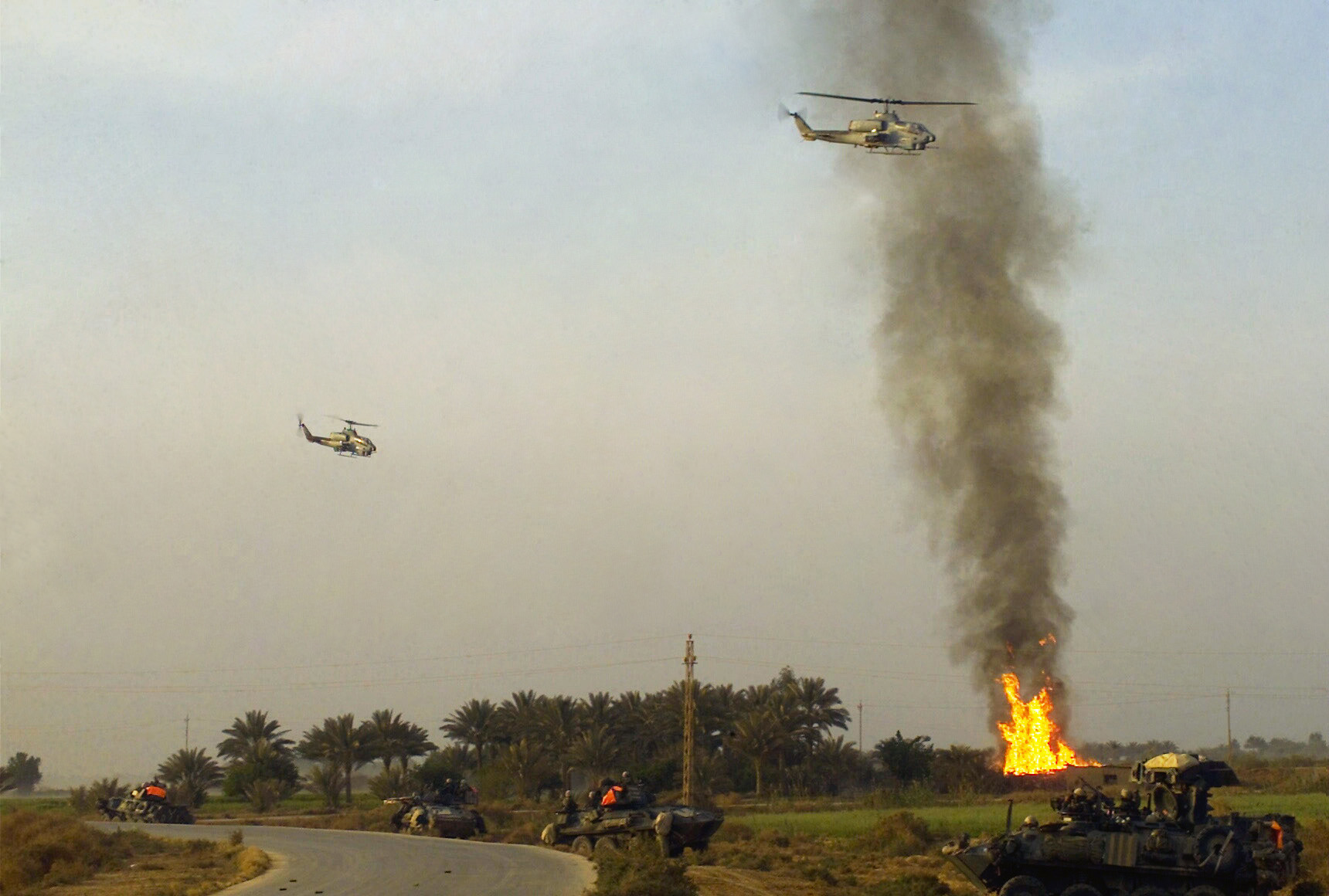
Dos helicópteros AH-1W SuperCobra proporcionando apoyo aéreo cercano durante un tiroteo entre el 1er Batallón de reconocimiento blindado ligero estadounidense y tropas iraquíes durante la invasión de Iraq de 2003.

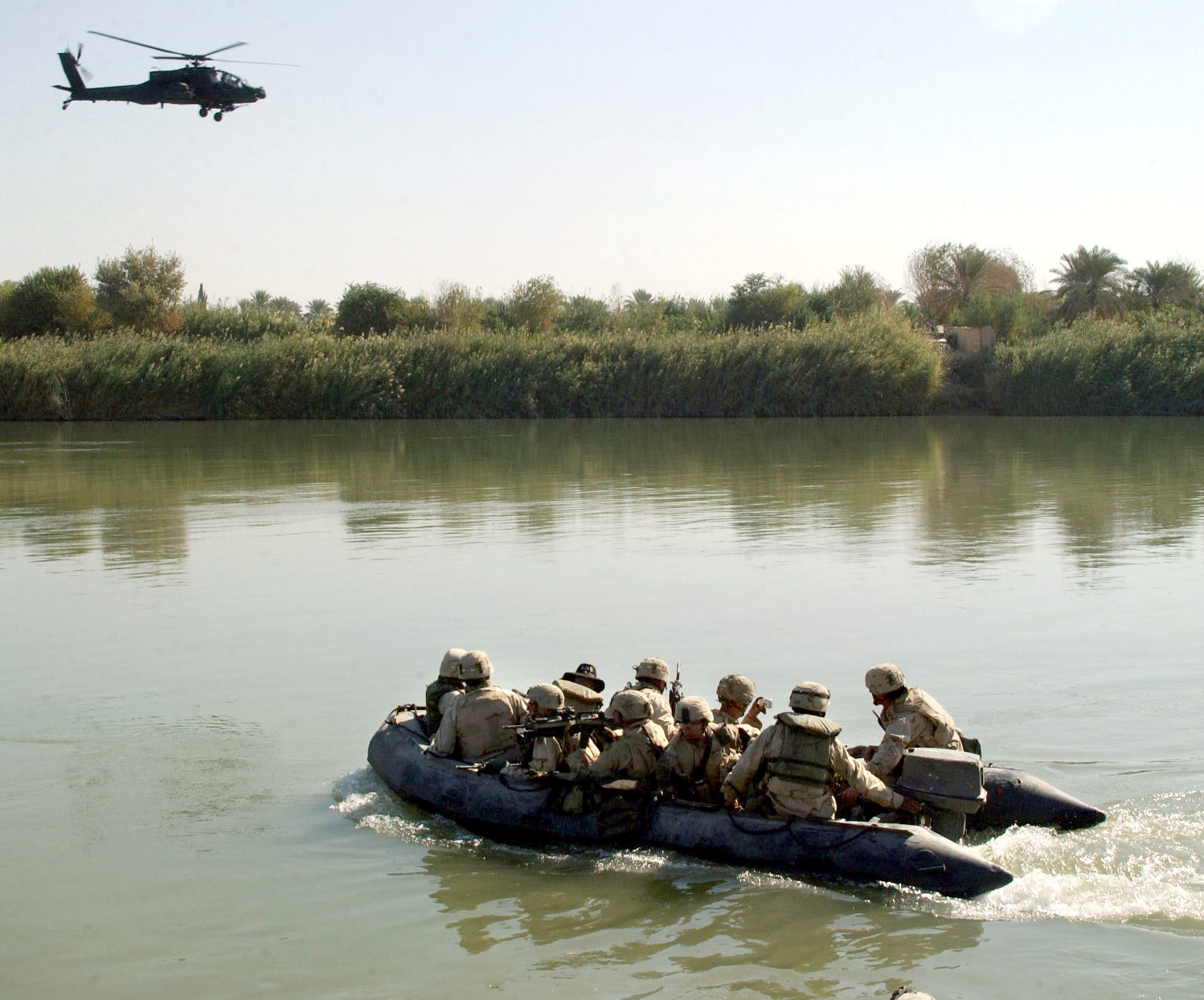
Un helicóptero AH-64 Apache prestando apoyo aéreo cercano a unos soldados del Ejército de los Estados Unidos que patrullan el río Tigris al sureste de Bagdad durante la Guerra de Irak. 2005.

El apoyo aéreo cercano, también conocido por sus siglas en inglés CAS (Close Air Support), se define en táctica militar como la acción aérea llevada a cabo por una aeronave contra objetivos hostiles que se encuentran en las proximidades de fuerzas amigas. Estas acciones necesitan una gran integración y coordinación entre las fuerzas terrestres y aéreas.
El factor determinante para el apoyo aéreo cercano es una detallada integración, no la proximidad. Si bien varias aeronaves pueden realizar estas acciones, como los aviones de ataque a tierra, los helicópteros son la principal arma para estas tareas y están tan integrados en las unidades terrestres que en la mayoría de países los helicópteros son operados por el ejército de tierra y no por la fuerza aérea. Para ofrecer unas mejores características CAS se han desarrollado algunos aviones específicamente para esta tarea, siendo los ejemplos más claros el A-10 Thunderbolt, el Sukhoi Su-25, o también el Lockheed AC-130.
El apoyo aéreo consiste por tanto en el conjunto de operaciones aéreas realizadas en provecho de las otras fuerzas dentro de un teatro de operaciones y puede ser general (cuando está destinado a ganar y a mantener la superioridad aérea, así como a impedir el movimiento de las fuerzas enemigas) e inmediato (cuando tiene por objeto batir blancos enemigos para ayudar directamente a las fuerzas de superficie en el cumplimiento de su misión).
El Apoyo Aéreo Inmediato es conocido en la actualidad como Close Air Support (CAS) traducido al castellano como «apoyo aéreo cercano». Se define como la acción aérea llevada a cabo por una aeronave contra objetivos hostiles que se encuentran en las proximidades de fuerzas amigas. Estas acciones necesitan una gran integración y coordinación entre las fuerzas terrestres y aéreas, por ellos las instituciones que integran ambas son las que históricamente han trabajado en su doctrina y han entrenado en su aplicación (ejemplo: la Infantería de Marina de EE. UU.).
El Apoyo Aéreo General suele identificarse con el Battle Area Interdiction (BAI). Este no se realiza en el frente sino en la zona enemiga situada inmediatamente en su retaguardia y sobre tropas de apoyo y retaguardia, no estrictamente las de combate. Por tanto el contacto con las tropas del frente no es tan inmediato y real como en el CAS.

## Aeronaves

### Aviones de ataque al suelo

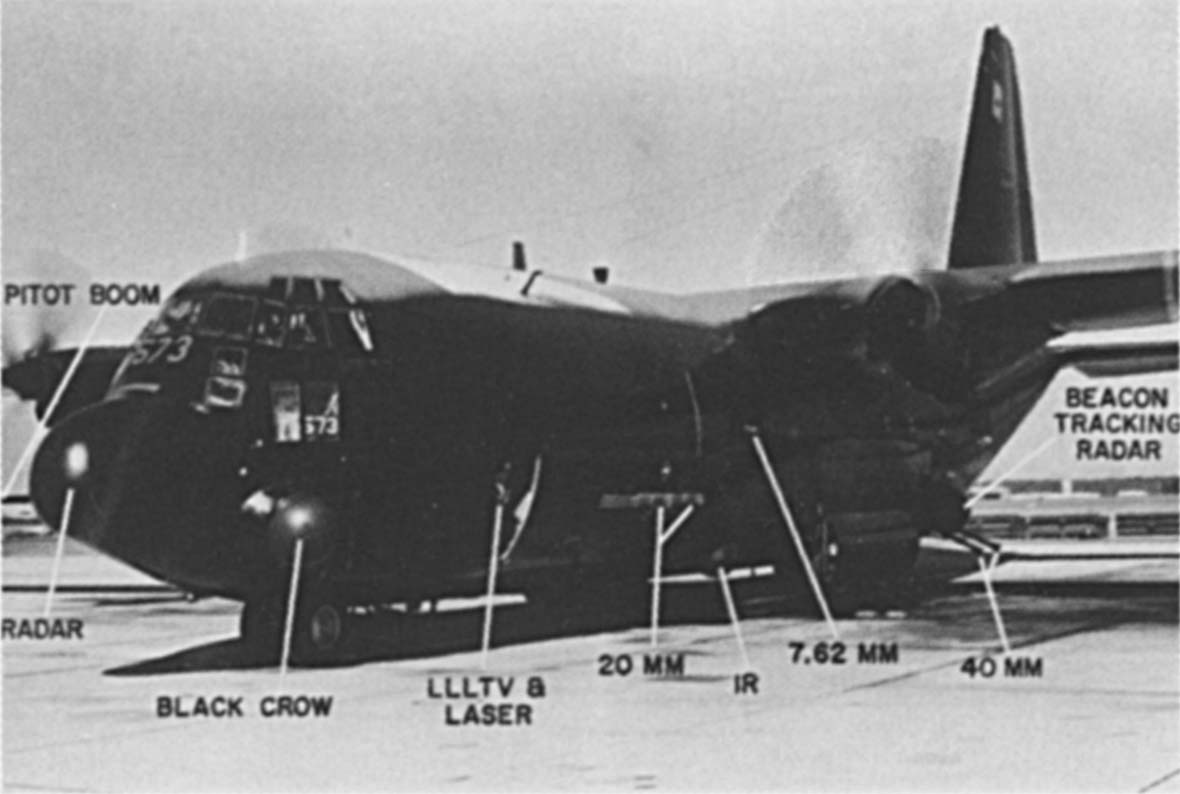
Diagrama que muestra el armamento de un AC-130A Spectre, primera versión de la familia de cañoneros AC-130.

El avión CAS ideal debe permitir al piloto detectar visualmente los blancos antes de atacarlos para minimizar el riesgo de atacar a las tropas propias, por lo tanto la velocidad no es un requisito prioritario. El análisis de las operaciones en la guerra de Corea indicaba que los reactores y los aviones de hélice eran igualmente capaces de realizar misiones CAS efectivas, si el reactor podía maniobrar lo suficientemente despacio y a una altura lo bastante reducida para identificar claramente los objetivos. Además el avión CAS ideal debe ser fuerte y maniobrable frente al fuego enemigo (armas de pequeño calibre, artillería antiaérea  y misiles superficie-aire). La cada vez mayor presencia de SAM portátiles ha incrementado la amenaza a los aviones CAS que vuelan bajo.
Durante la Segunda Guerra Mundial el caza-bombardero prestó el servicio de ataque al suelo para los aliados y las fuerzas del Eje, complementando y con el tiempo reemplazando al avión de asalto especializado como principal instrumento del ataque en el campo de batalla de aire a tierra.

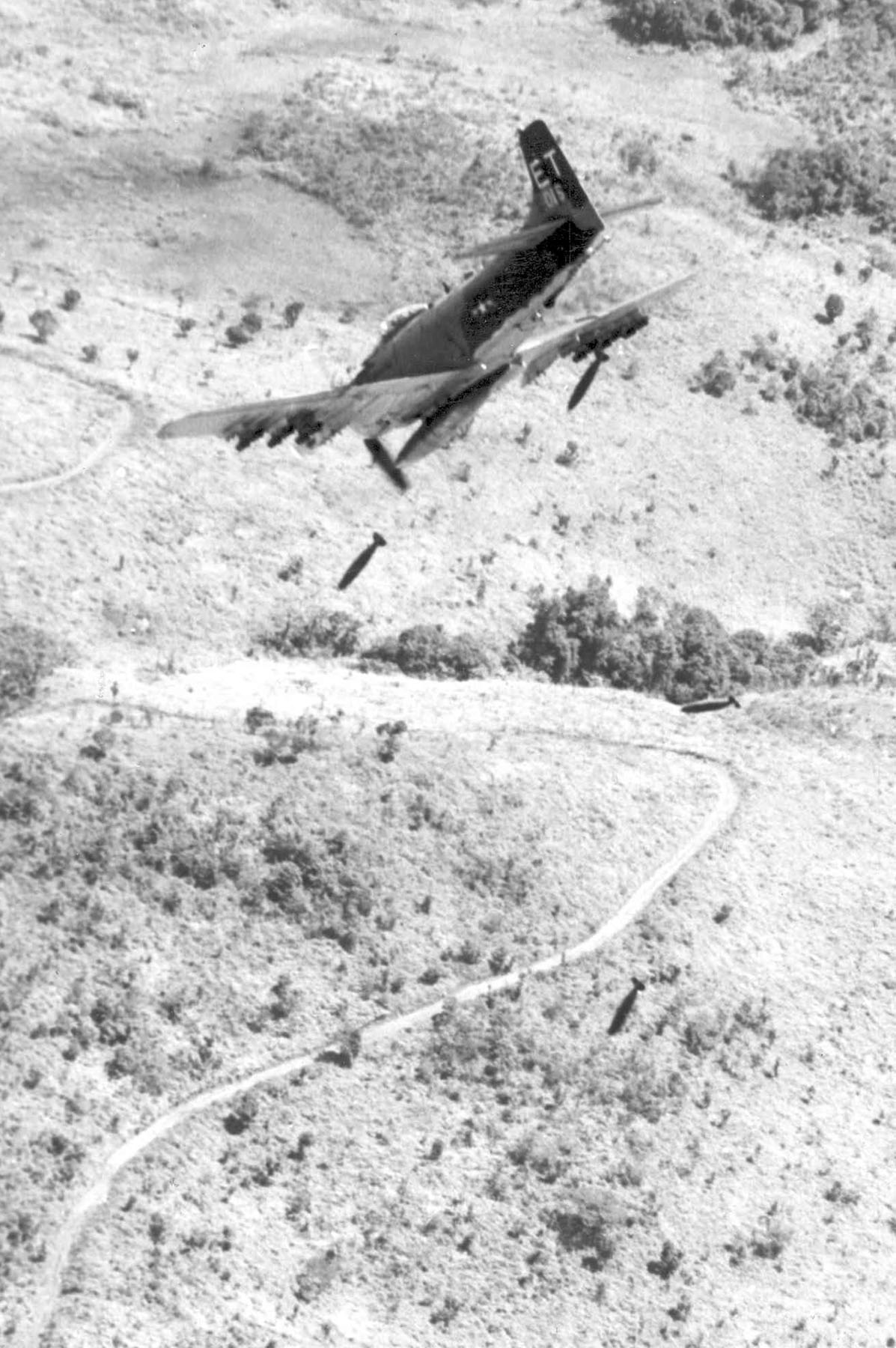
Avión Douglas A-1J Skyraider del 6th Special Operations Squadron de la USAF atacando un objetivo durante la guerra de Vietnam.

Los aviones que pueden realizar misiones CAS actualmente pueden ser cañoneros como el AC-130, drones de control remoto, aviones de ataque ligeros (AT-6 y similares) y aviones de ataque convencionales (F-16, F-15, F-35 o A-10). Los cañoneros como el AC-130 han sido tradicionalmente plataformas empleadas para operaciones especiales y contrainsurgencia. El AC-130 debido a su valor y poder de fuego siempre se ha evolucionado: el AC-130H usaba un cañón de 40 milímetros y un cañón M102 modificado, mientras que el AC-130U emplea un cañón de 25 mm en lugar de un cañón de 40 mm. Los aviones ligeros resultan ideales en situaciones donde las defensas antiaéreas enemigas no son demasiado potentes y no hay oposición aérea.

### Helicópteros de ataque
Junto a la movilidad inherente al propio helicóptero y a su capacidad de proyección, tanto en transporte aéreo para su despliegue en zona, como en operaciones desde plataformas navales, el helicóptero de ataque aporta dos cualidades adicionales que resultan esenciales: una gran capacidad de supervivencia y una gran potencia de fuego.
La sustancial reducción de la vulnerabilidad alcanzada por las nuevas generaciones de helicópteros de ataque con respecto a los helicópteros meramente artillados del pasado resulta fundamental para asegurar la mayor protección y seguridad, haciendo posible el menor número de bajas propias en cualquier operación.
La gran potencia de fuego de la que están dotados dichos helicópteros se adapta además de forma particularmente idónea a los requerimientos doctrinales de las operaciones actuales. Por un lado permite un apoyo cercano y una cobertura a las fuerzas terrestres que complementa de forma eficaz al que le puedan prestar los aviones de combate. Por otro combina gran capacidad de fuego con una muy alta precisión en la selección y destrucción de los blancos, lo que reduce de forma importante los daños colaterales de las acciones.

## Procedimiento

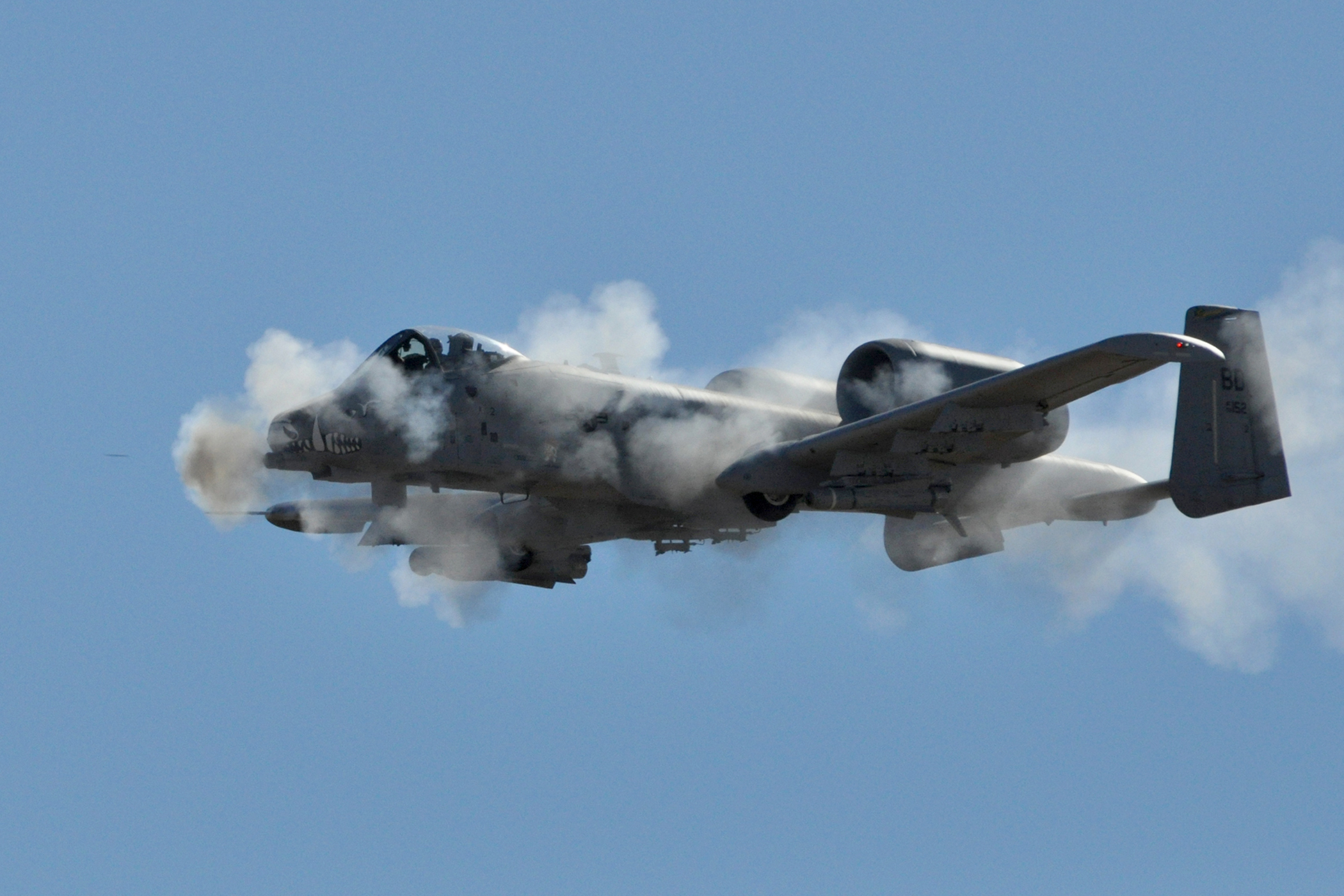
Imagen de un A-10 Thunderbolt II asignado al 47.º Escuadrón de Cazas del Comando de Reserva de la Fuerza Aérea en la Base Aérea Barksdale, Luisiana, disparando ráfagas de proyectiles contra objetivo en el campo de tiro Saylor Creek.

Las peticiones de apoyo aéreo cercano las realizan equipos especializados y certificados que deben seguir un protocolo. La denominación de estos equipos ha ido variando con el tiempo: Forward Air Controller (FAC), Tactical Air Control Party (TACP), Joint terminal attack controller (JTAC), etc. Como norma general se requieren controladores aéreos adelantados en cada zona de posible confrontación, y observadores terrestres con cada elemento de maniobra que puede necesitar CAS. El JTAC trabaja integrado en un equipo TACP (Tactical Air Control Party), que engloba el vehículo, las transmisiones, los materiales y el personal. Este equipo se compone habitualmente de cuatro personas: el JTAC, su auxiliar, un conductor y un tirador.
La figura del Controlador Aéreo se instauró definitivamente en la guerra de Vietnam. En guerras anteriores normalmente se enviaban aviones precediendo a los efectivos de tierra para bombardear las posiciones enemigas, con un alto riesgo de daños colaterales. Debido a la imprecisión, ejércitos como el británico crearon unidades que guiaban esos ataques y que fueron disueltas al acabar la guerra. En el ejército alemán un oficial de enlace de la Luftwaffe, equipado con una radio y una carta de navegación, acompañaba al comandante de la fuerza de tierra y estaba enlazado con el aeródromo de despliegue más cercano y cuando llegaban los aviones mantenía enlace radio con el jefe de escuadrilla, dándole el guiado al blanco solicitado. Los americanos empleaban para sus controladores aéreos aviones ligeros como el Piper L-4 Grasshopper, desde donde dirigían a los aviones de ataque durante la Segunda Guerra Mundial.
En Vietnam el enemigo atacaba inesperadamente y buscaba acercarse a las tropas americanas, lo que dificultaba el bombardeo aéreo sin crear bajas propias. Por ese motivo apareció el Forward Air Controller, integrado con las tropas para coordinar desde tierra el ataque aéreo.
En España los FAC dependían del Ejército del Aire y la Armada, pero la experiencia aconsejó al Ejército disponer de sus propios FAC. En las fuerzas armadas británicas quien realiza una petición de apoyo aéreo cercano proporciona las coordenadas del ataque y es el responsable legal de lo que suceda. La responsabilidad del FAC es muy grande, ya que existe un alto riesgo de fratricidio. Por doctrina una misión CAS no debe hacerse sin que haya un FAC certificado y cualificado al efecto. Esto es relevante, ya que son normales los errores en misiones de apoyo aéreo. Durante la invasión de Afganistán en 2001 en la revuelta de los prisioneros en la fortaleza de Qala-i- Janghi un avión aliado lanzó una bomba sobre el exterior de la fortaleza, donde estaban apostados milicianos de la Alianza del Norte y un equipo de fuerzas especiales estadounidense y británico. El error se achacó a un manejo erróneo del GPS que proporcionó al piloto la propia posición y no la de los talibanes. Varios militares estadounidenses y británicos resultaron heridos. Murieron un número no determinado de afganos. Durante la invasión de Iraq en 2003 un convoy de las fuerzas especiales estadounidenses y fuerzas kurdas fue atacado por error por la aviación estadounidense. Resultaron muertos 15 personas.
El apoyo aéreo cercano, CAS, no debe confundirse con el ECAS, o las CAS de Emergencia. El ECAS puede ser realizado por cualquier soldado, por lo que la responsabilidad del ataque y sus consecuencias son asumidas por el piloto.

## Historia
El close air support consiste en el  ataque aéreo directo a fuerzas enemigas en contacto con tropas amigas las que superan. Para vencer en el campo de batalla es preciso dar cobertura o apoyo de fuego desde el aire a los soldados.

### Primera Guerra Mundial
Las primeras misiones datan de la Primera Guerra Mundial, cuando el Cuerpo Aéreo Real (RFC) comenzó en 1917 a realizar misiones de "ataque a las trincheras" (CAS) en el frente occidental. Utilizando cazas modificados para el transporte de bombas tales como el S.E.5a y el Sopwith Camel, la RFC emprendió operaciones directamente sobre el frente y atacó a la fuerza de segundo nivel hasta una profundidad de 30 o más kilómetros detrás del frente. El servicio Aéreo Alemán Imperial siguió pronto el ejemplo, el Albatros J.I fue el primer avión blindado para resistir los impactos de la defensa antiaérea. Las misiones eran habituales en el flujo y reflujo de las grandes ofensivas de 1918.

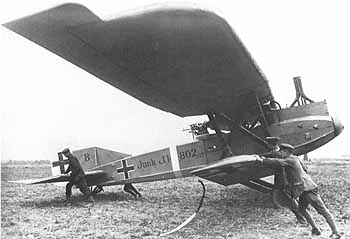
Avión de ataque al suelo Junkers J.I.

Durante la campaña de Palestina de 1918 escuadrones de S.E.5 y D.H.4 del RFC británico apoyaron la operación de cruce del río Jordán, atacando las posiciones del ejército turco-alemán. El ataque se combinó con el asalto de las tropas terrestres y como consecuencia del impacto en la moral la resistencia enemiga se derrumbó.

### Entreguerras
El apoyo aéreo cercano apareció de nuevo en los conflictos de los años 1920 y 1930, sobre todo en las tres grandes guerras: Abisinia, España y China. La lucha en España estuvo caracterizada por un empleo extenso por ambos lados, alcanzando su clímax en la batalla del Ebro en 1938.
En EE. UU. la Marina e Infantería de Marina durante las operaciones en Nicaragua, Haití y Santo Domingo emplearon aviones en apoyo a las tropas de tierra. Como resultado se empezó a prestar atención sobre el uso del poder aéreo como parte integrante de la guerra anfibia, entonces en desarrollo.

### Segunda Guerra Mundial
Partiendo de las lecciones aprendidas por la legión Cóndor en España la Luftwaffe decidió en 1938 crear grupos de ataque a tierra, aunque con posteriores reorganizaciones sólo uno de estos continuó como una unidad de ataque a tierra. El general Wolfram von Richthofen creó destacamentos de enlace de la Luftwaffe asignados a las tropas de tierra para realizar peticiones de apoyo aéreo y hacer llegar los informes de reconocimiento aéreo, aunque no existía ninguna formación ni teoría acerca de como realizar el apoyo aéreo cercano. 
El 1 de septiembre 1939 aquel único grupo de ataque a tierra participó en la invasión a Polonia, con sus Henschel Hs 123 operando desde aeródromos improvisados para así seguir el avance alemán. En 1940 La Luftwaffe realizó una misión de apoyo aéreo cercano planificado de forma que permitió al ejército alemán superar las defensas francesas y cruzar el río Meuse.
En la Segunda Guerra Mundial los alemanes fueron los primeros en utilizar exitosamente el apoyo aéreo cercano empleando sus aviones Junkers Ju 87 «Stuka» de bombardeo en picado. Fue en 1941 en Rusia, ante la falta de artillería que pudiera acompañar a las divisiones Panzer el Ejército se acostumbró a pedir el apoyo aéreo de los Stukas cada vez que se encontraba con puntos de resistencia. En el frente del Este los soldados en tierra fueron provistos de señales visuales para indicar tanto sus posiciones como las del enemigo. El Henschel Hs 129 alemán fue diseñado durante la Segunda Guerra Mundial con el cometido específico de luchar contra las tropas y tanques enemigos en la línea del frente. Asimismo los alemanes crearon las primeras bombas de racimo para atacar a la infantería enemiga en Rusia. Pero el CAS también tuvo sus sombras debido a la rivalidad entre Luftwaffe y ejército, y al igual que sucedió en otros ejércitos, los ataques sobre tropas propias no fueron infrecuentes.

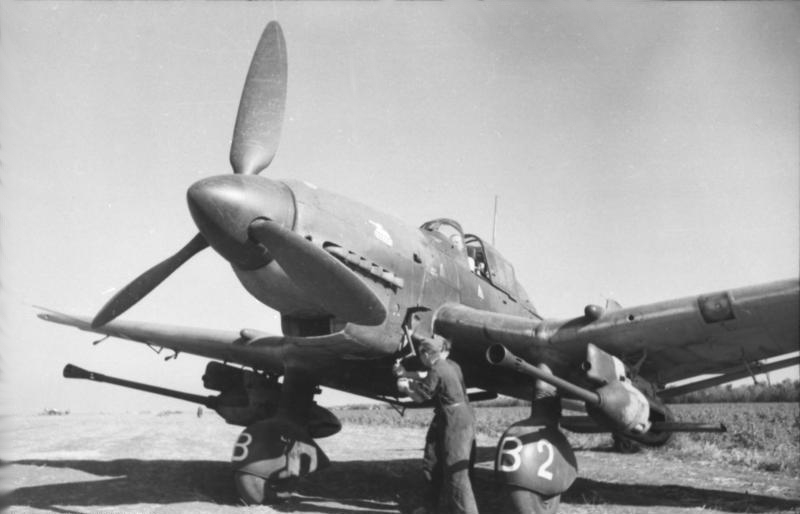
Un Junkers Ju-87G Stuka armado con cañones antitanques de 30 mm. Se trata del avión de Hans-Ulrich Rudel.

La doctrina soviética consideraba que la Fuerza Aérea estaba subordinada de apoyo a las fuerzas de tierra y siempre se contó con aviones de ataque fuertemente armados. Los rusos en la guerra emplearon para atacar a los alemanes miles de sus Ilyushin Il-2 «Sturmovik», un avión bien blindado y armado para apoyar de forma directa a las tropas de tierra. Los soviéticos fueron pioneros en el uso de cohetes aire-tierra y en el empleo de submuniciones especiales contra los tanques alemanes.

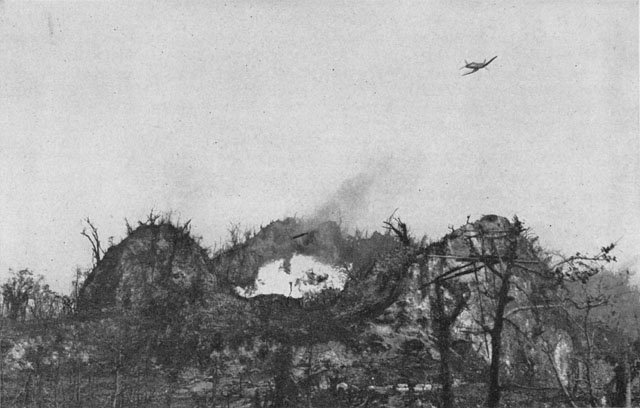
Un Vought F4U Corsair de los marines ataca con napalm un búnker japonés en el monte Umurbrogol, Peleliu.

Inglaterra creó en 1940 el Army Cooperation Command para encargarse de proporcionar apoyo a las tropas en tierra. Los ingleses durante la campaña del Norte de África pusieron a punto la doctrina moderna de utilización del apoyo aéreo mediante el enlace por radio entre los aviones de ataque y las tropas de tierra. Para ello fue necesaria la creación del Air Support Control, hoy en día llamado Joint Air Control o Joint Terminal Attack Controllers. Estos equipos conjuntos de especialistas del ejército y la fuerza aérea dirigen los ataques aéreos, mediante las instrucciones del Forward Air Controller que desde el suelo y junto a las tropas que precisan ayuda, dirige por radio a los pilotos dándoles la localización o posición exacta y mejorando su precisión y evitando accidentes por «fuego amigo» y daños colaterales. Uno de los aviones de ataque más utilizados por la RAF en estas misiones en Europa fue el Hawker Typhoon.
Los americanos usaban para esta función en Europa sus P-47 «Thunderbolt». Durante la guerra miles de misiones CAS y de interdicción aérea del campo de batalla (Battlefield Air Interdiction - BAI) fueron realizadas por la 9.ª Fuerza Aérea en Europa y por la 5.ª Fuerza Aérea en el Pacífico. En 1943, tras la amarga experiencia de Kasserine y la exposición de los aviadores norteamericanos al sistema británico de apoyo aéreo durante el desembarco en Salerno, Estados Unidos abordó de forma pragmática el problema de apoyar a las fuerzas de infantería mediante ataque aéreo directo. Los americanos destacaron controladores aéreos a la vanguardia del ejército para asegurar una coordinación táctica efectiva. El ejército usaba paneles visuales en sus vehículos y siguiendo la práctica británica de emplear la artillería para suprimir el fuego antiaéreo enemigo y usar obuses de humo para marcar a los pilotos sus objetivos. El general Elwood Quesada dirigía el IX Mando Táctico Aéreo, que debía apoyar a las tropas americanas en la invasión de Francia. Quesada promovió el empleo del radar para controlar los aviones de ataque y así lograr un apoyo aéreo cercano efectivo incluso con mal tiempo y en situaciones tácticas confusas en tierra. Asimismo promovió la instalación de las radios de alta frecuencia de la Fuerza Aérea en tanques seleccionados, lo que permitió el contacto directo con los aviones de ataque que lo sobrevolaban para prestar apoyo si eran llamados por radio.
En el Pacífico la Armada y la Infantería de Marina de EE. UU. perfeccionaron un tipo especial de operación CAS, que servía de sustituto para la falta de suficiente artillería disponible para apoyar los asaltos anfibios. En Guadalcanal los Marines tuvieron la primera oportunidad de poner en práctica la doctrina de apoyo aéreo diseñada antes de la guerra. El sistema se fue mejorando una y otra vez en Tarawa, Guam, Filipinas, Iwo Jima y especialmente en Okinawa. Para el final de la guerra los aviones de ataque, controlados por soldados en tierra, habían aprendido a soltar sus bombas y proyectiles sobre blancos «próximos» (50 a 200 metros de distancia), de manera rápida y eficiente, dirigidos por equipos adiestrados situados en la primera línea del frente.

### Guerra de Corea
En la Guerra de Corea los Chance Vought F4U «Corsair» y Douglas A-1 «Skyraider» de la Armada e Infantería de Marina destacaron en misiones CAS. La doctrina y tácticas aprendidas en el Pacífico se emplearon de nuevo por los aviadores navales en Corea. Douglas Mc Arthur, al dirigir el desembarco en Inchon y no fiarse demasiado de la capacidad de la USAF para misiones «CAS», utilizó a los pilotos y aviones de los «marines» y Armada. Las lecciones de apoyo aéreo duramente aprendidas en la Segunda Guerra Mundial tuvieron que ser reaprendidas por la USAF en Corea. 

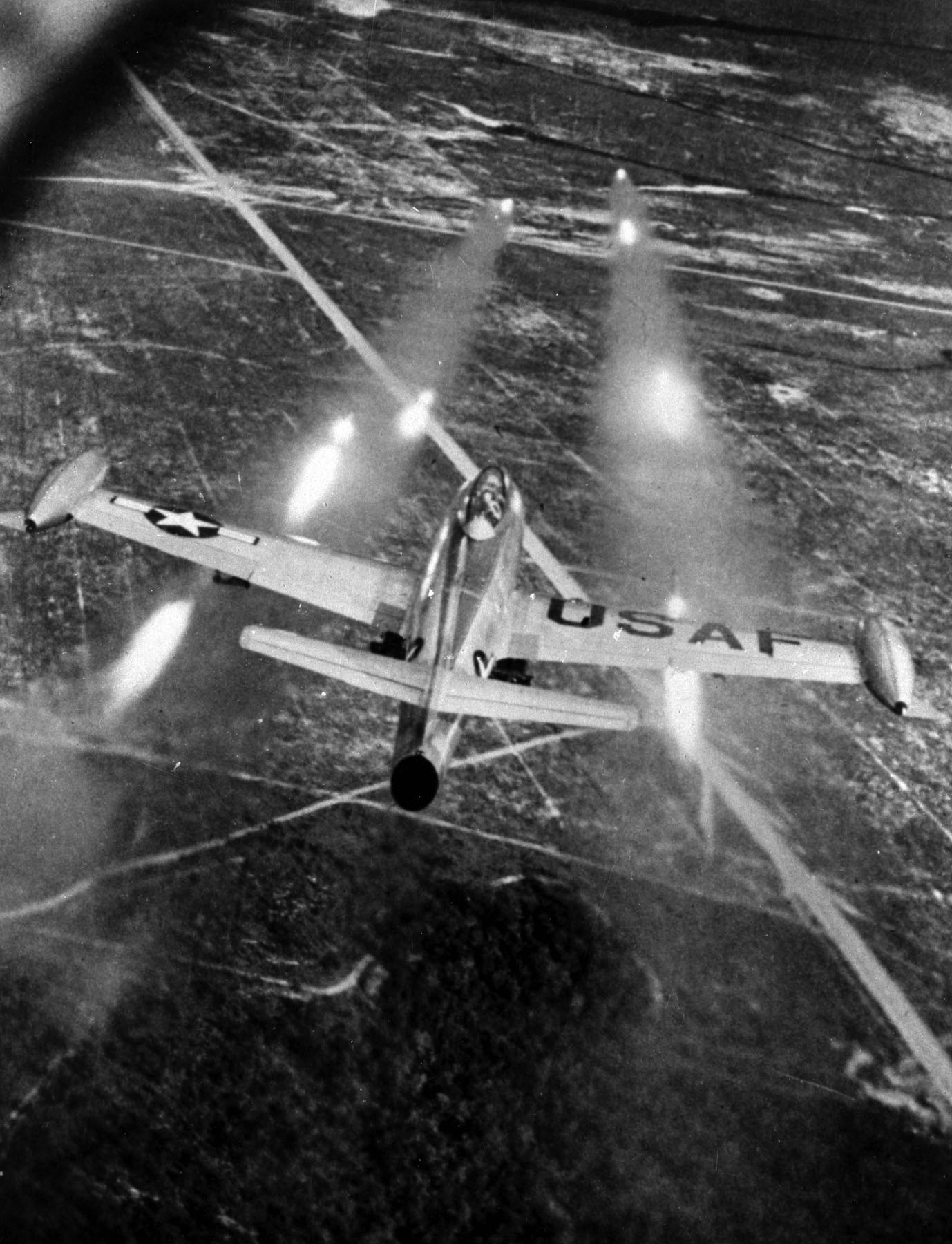
Un avión F-84E ataca con cohetes un objetivo.

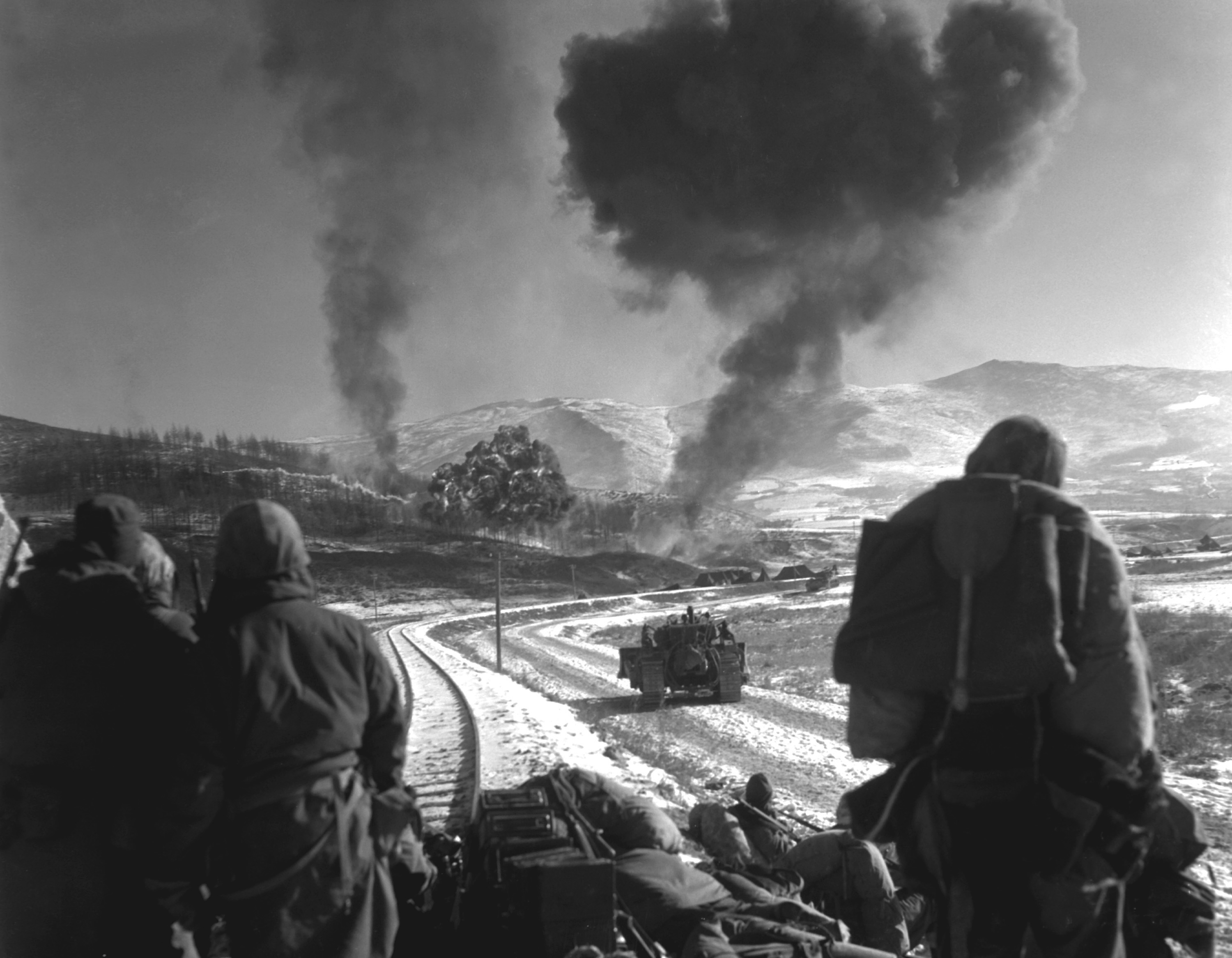
Infantes de marina observan como aviones Vought F4U Corsair lanzan sus bombas durante la batalla de Chosin.

Inicialmente la USAF contaba solamente con el Lockheed F-80C y el Republic F-84, ambos reactores diseñados para el combate aire aire y relegados al ataque al suelo. Estos aviones carecían de puntos de carga apropiados para llevar cohetes, bombas y napalm. Además eran incapaces de operar desde las pistas mal preparadas de Corea y operaban desde Japón lo cual limitaba su tiempo sobre el objetivo y el apoyo a las tropas en tierra. Consecuentemente se tuvo que traer los F-51 Mustang guardados en depósitos, eran entonces los únicos aparatos de la USAF disponibles y aptos para operaciones CAS en Corea. En el sitio de Pusan proporcionaron el desesperadamente solicitado CAS. Las fuerzas aéreas de EE. UU., Australia y Corea del Sur emplearon docenas de P-51 Mustang en apoyo de las tropas terrestres, armados con cohetes y con bombas. Complementariamente se asignaron bombarderos B-29 para cumplir misiones CAS en Pusan, Inchon y la retirada después de la intervención china.
En Corea la Fuerza Aérea creó una unidad de control aéreo avanzado, 6147th Tactical Control Group. Ante la urgencia se empleó el North American AT-6 Texan, equipados con radio adicional HF y VHF y cohetes fumígenos bajo las alas. La tripulación consistía en el piloto y un observador en el puesto trasero, encargado de localizar las posiciones enemigas para que el piloto pudiera marcarlas con humo y operaba la radio. Los aviones volaban bajo y relativamente despacio para buscar y marcar blancos en tierra para el Apoyo Aéreo Cercano, soportando un considerable castigo por fuego terrestre.

### Vietnam
En Vietnam el control aéreo avanzado desde el aire volvió a ser una necesidad debido a la dificultad del terreno. El FAC marcaba los blancos con cohetes, permitiendo así a los aviones CAS tener una referencia a donde apuntar. Era tarea del FAC sobrevolar posteriormente la zona del ataque para confirmar sus efectos. La primera unidad FAC de la USAF fue el 19th Tactical Air Support Squadron, destacada en julio de 1963.
El «Skyraider» fue ampliamente usado en misiones de apoyo en Vietnam, también lo había sido en Argelia con los franceses. Tal y como sucedió en Corea la USAF tuvo que usar aeronaves ya retiradas y almacenadas, esta vez los A-1E Skyraiders de la Armada. Asimismo se modificaron aviones de entrenamiento como los T-37 y T-28, para proporcionar CAS. Pronto los soldados en tierra se dieron cuenta de que los F-105 Thunderchiefs y F-4 Phantom no satisfacían satisfactoriamente sus requerimientos de apoyo aéreo. En cambio los Skyraiders demostraron su capacidad para absorber daños, llevar mucho armamento y sobrevolar el campo de batalla durante largos periodos de tiempo, haciéndose imprescindibles en Hue y Khe Sanh, y en centenares de choques menores. Esto permitió a los americanos enfrentarse a unidades superiores de norvietnamitas y Vietcong. La USAF también perfeccionó sus capacidades de apoyo aéreo convirtiendo aviones de transporte C-47, C-119 y C-130 en cañoneros. A ejemplo de Corea, la Fuerza Aérea empleó sus bombarderos B-52 en misiones apoyo terrestre.

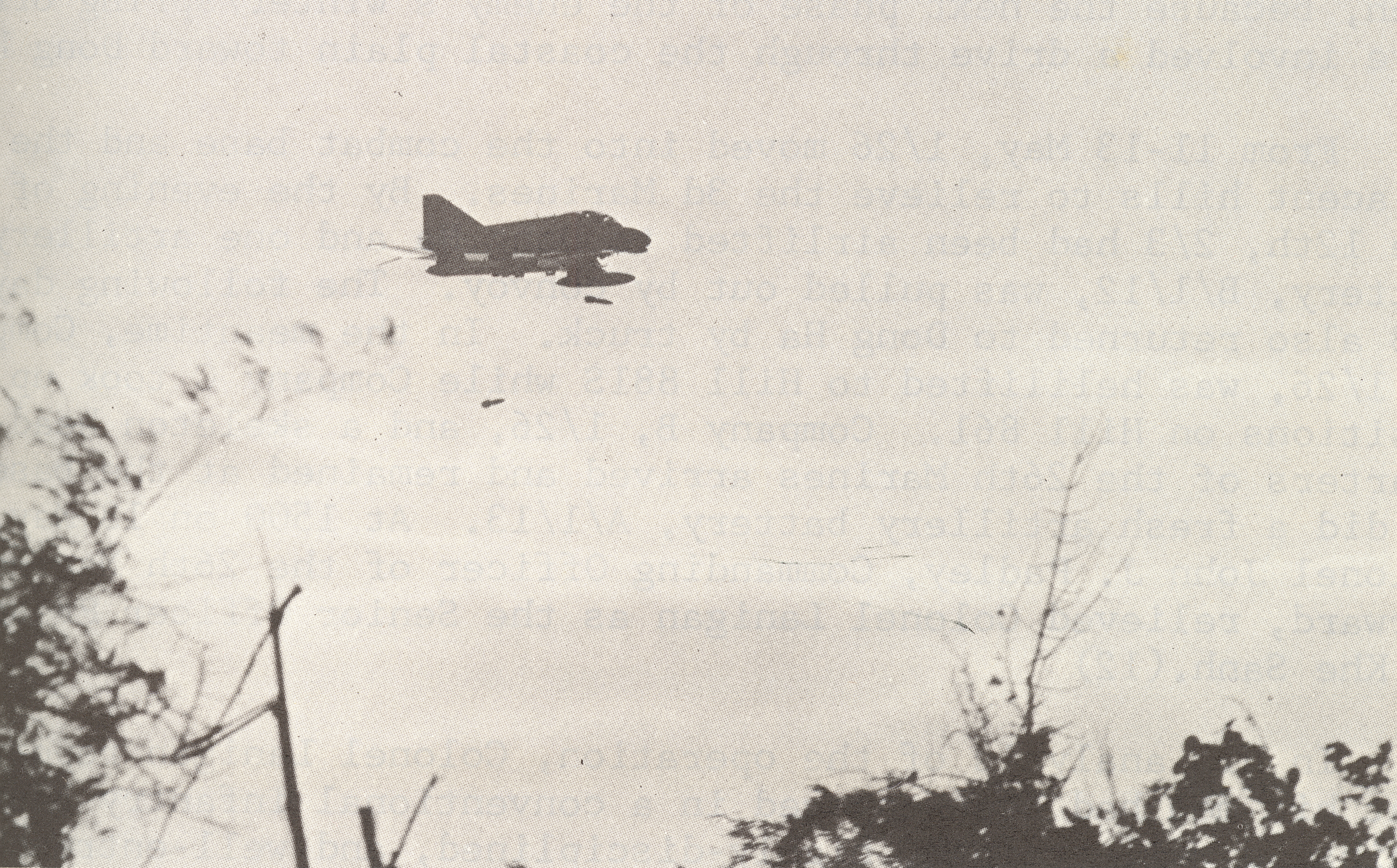
Un avión F-4 del 1st Marine Aircraft Wing realiza apoyo aéreo cercano durante la Guerra de Vietnam. 1968.

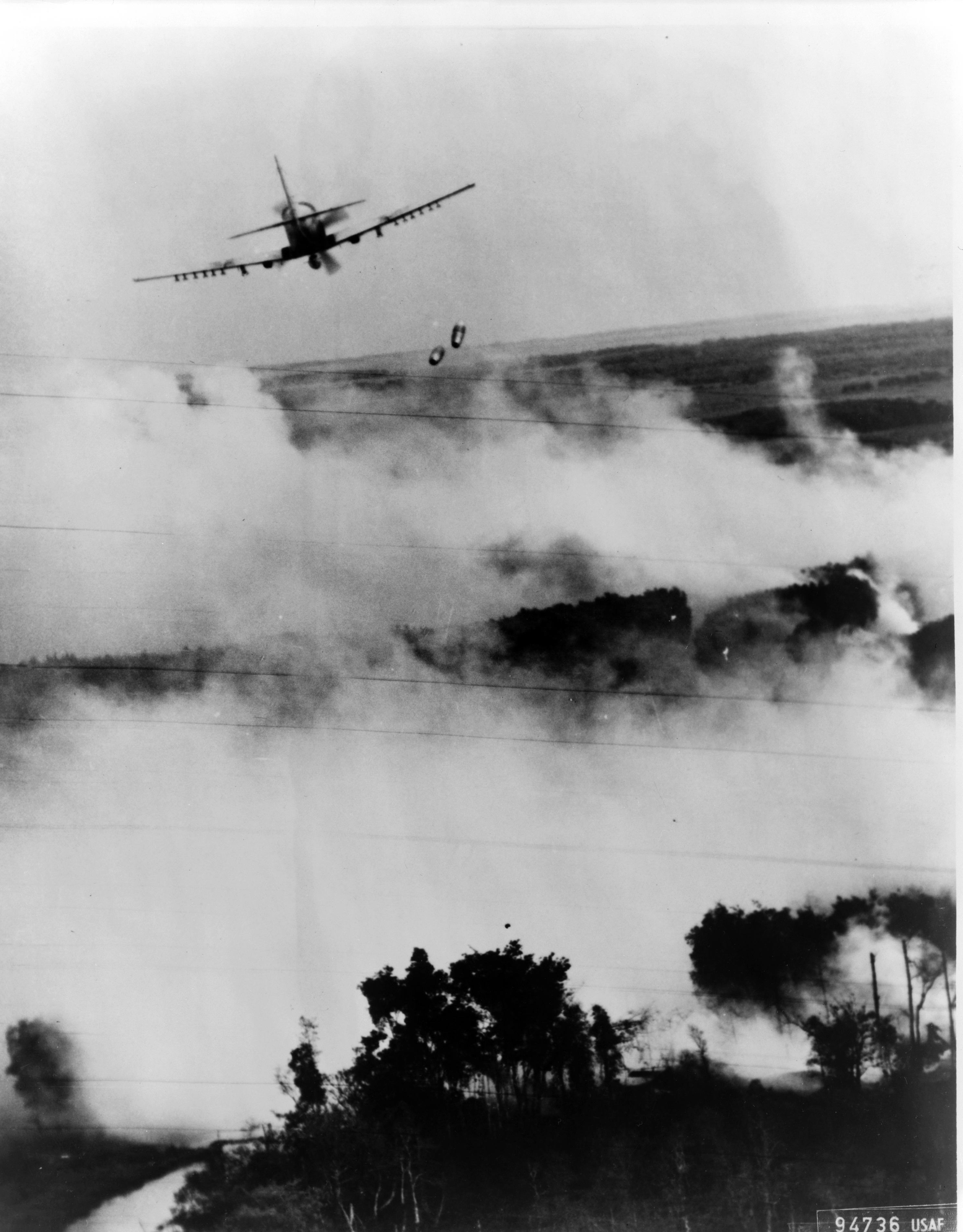
Apoyo aéreo con napalm por parte de un A-1E Skyraider survietnamita. 1967.

En Vietnam, ante las carencias detectadas por el ejército en apoyo aéreo, se inició el empleo masivo de apoyo aéreo cercano mediante helicópteros artillados, ya ensayado por los franceses en Argelia. El helicóptero de ataque Bell AH-1 Cobra nació en plena Guerra del Vietnam debido a la necesidad de dar apoyo de fuego apropiado a unidades de infantería ligera que eran desplegadas en zonas de combate mediante helicópteros Bell UH-1 Huey, la llamada caballería aérea. Hasta la aparición de los AH-1, eran los UH-1 Huey armados quienes proporcionaban este apoyo aéreo cercano, aparte de los aviones dedicados a tal fin. El Cobra supuso una gran evolución en el diseño de los helicópteros de ataque ya que era rápido, maniobrable y contaba con un armamento variado, e incluso los Marines usaron algunos AH-1G Cobras. En 1972 se hizo un exitoso uso experimental de helicópteros armados con misiles antitanque: los franceses lo habían ensayado ya satisfactoriamente en Argelia contra cuevas y búnquers y EE.UU. lo hizo contra tanques y blindados norvietnamitas.

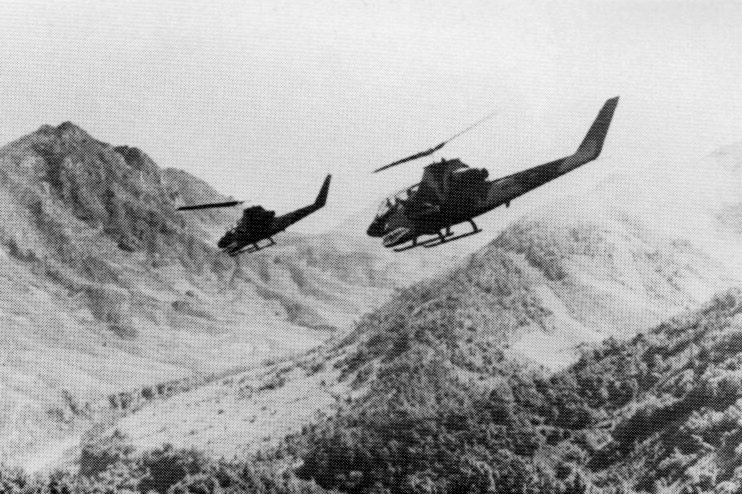
Una pareja de Bell AH-1G HueyCobra sobrevolando Laos.

Después de Vietnam, el Congreso y el Departamento de Defensa revaluaron el papel del apoyo aéreo cercano. Respondiendo a la necesidad de equilibrar la ventaja en personal y equipo de los soviéticos en Europa, la USAF compró el A-10 Thunderbolt, el primer avión americano diseñado exclusivamente para apoyo aéreo.

### Afganistán
En Afganistán inicialmente el apoyo aéreo funcionó bien contra la guerrilla, pero luego se devaluó frente a la creciente amenaza de los misiles superficie-aire portátiles. En la intervención soviética en Afganistán el helicóptero Mi-24 y el avión Sukhoi Su-25 fueron las estrellas del apoyo a las tropas en tierra. El Su-25 demostró ser capaz de volar y atacar objetivos en pequeños valles y estrechos pasos montañosos, inaccesibles para otros aviones de ataque
Los primeros helicópteros de ataque desplegados fueron los Mi-24D, para poder hacer frente al cada vez mayor poder antiaéreo de la guerrilla le siguieron los Mi-24V y un pequeño número de Mi-24P. El gobierno afgano disponía de los más antiguos Mi-24A. El avión de ataque Sukhoi Su-25 Frogfoot demostró ser un valioso complemento del Hind, actuando como escolta y en la supresión de defensas.

### Angola
Entre 1975 y 1990 Angola vivió una guerra en la que estuvieron involucrados los ejércitos de Cuba, Sudáfrica, Angola, Zaire y numerosos grupos guerrilleros. En diversas ocasiones aviones de ataque MiG-21 y MiG-23ML junto a helicópteros MI-8 cubanos apoyaron al FAPLA y aviones Atlas Impala Mk.II de Sudáfrica apoyaron a la UNITA.

### Oriente Medio
Árabes e israelíes han empleado el apoyo aéreo cercano en todas sus guerras. Durante la campaña del Sinaí en 1956 y las posteriores guerras de 1967, 1973 y 1982 fueron frecuentes las misiones CAS. El mejor ejemplo fueron los ataques israelíes en el Paso de Mitla en 1967.
En 1973 Israel experimentó en carne propia el cambio de los tiempos en misiones CAS, de 109 aviones perdidos durante la guerra, al menos 61 fueron abatidos los primeros días en misiones de apoyo cercano cuando volaban a baja altura para evitar los misiles. Durante las operaciones de los primeros días la IAF tuvo que confiar en la supresión de las defensas SAM enemigas por parte de la artillería para permitir a sus aviones atacar el avance sirio en los altos del Golan. La eficiencia de las defensas antiaéreas tuvo un doble filo: los israelíes abatieron a su vez 101 aviones árabes cuando atacaban posiciones de sus tropas.
Como consecuencia de las lecciones de la guerra de 1973, donde la Fuerza Aérea se vio desbordada por las peticiones de CAS, Israel compró helicópteros de ataque que entraron  en combate por primera vez en la guerra del Líbano de 1982. A diferencia de otras fuerzas armadas los helicópteros pertenecen a la Fuerza Aérea. El CAS mostró importantes deficiencias en Líbano en 1982 y 2006. En Líbano en 1982 las fuerzas terrestres contaban con suficiente potencia de fuego con sus propios medios, así que las carencias de sistemas de identificación amigo-enemigo (IFF) que ponían en peligro a sus propios helicópteros aconsejaron no dedicarlos a misiones CAS.

### Malvinas
El 28 de mayo el destacamento argentino de Goose Green solicitó apoyo aéreo con la mayor urgencia, a fin de enfrentar el ataque de las tropas inglesas del 2.º Batallón de Paracaidistas. La misión fue realizada por aviones Aermacchi MB 339 e IA-58 Pucara. Los Pucara derribaron un helicóptero Scout MK.1 de los Royal Marines  cerca de Camilla Creek House y destruyeron otro en tierra. Los ingleses lograron derribar un Pucará y un Aermacchi. Por parte británica un controlador aéreo avanzado dirigió aviones Harrier GR.3 de la RAF sobre las baterías de artillería antiaérea Oerlikon GDF, que mediante fuego directo estaban produciendo muchas bajas, así como una batería de obuses de 105 mm. también disparando en tiro directo.
Hacia el final de la guerra Pucarás guiados por proyectiles fumígenos disparados por la artillería atacaron puestos de artillería británicos.
Batalla de Pradera del Ganso

### Guerra del Golfo
La USAF envió 5 grupos de aviones de ataque A-10 al Golfo Pérsico en 1990, por solicitud expresa del Alto Mando. Los A-10 actuaron en la guerra de 1991, destruyendo 900 carros de combate, 2000 vehículos acorazados, 1200 piezas de artillería y 2 helicópteros de ataque, siendo derribados cuatro A-10 por misiles antiaéreos.
El avión de ataque A-10 de la Fuerza Aérea y el helicóptero Apache del Ejército demostraron ser plataformas ideales para el apoyo aéreo cercano. La Operación Tormenta del Desierto demostró que los helicópteros de ataque son muy efectivos actuando en equipos conjuntos con los aviones CAS de la Fuerza Aérea. Los F-16 y F/A-18 no pudieron igualar las capacidades de A-10 y AH-64. Entre los reactores solo el AV-8B de la Infantería de Marina demostró ser una plataforma fiable para misiones CAS. Al igual que en otros conflictos los AC-130 Spectre se utilizaron en su rol de apoyo aéreo cercano. A pesar del empleo masivo de armas de precisión los soldados en tierra y controladores aéreos necesitaron tener la capacidad de pedir, marcar, dirigir y ajustar el CAS para las fuerzas de primera línea de combate.
El éxito del A-10 Warthog en el apoyo aéreo y ataque al suelo hizo que la Fuerza Aérea abandonara la idea de reemplazarlo con una versión de apoyo aéreo cercano del F-16. El A-10 y el AV-8B fueron los únicos aviones capaces de operar desde las precarias bases avanzadas, y por tanto podían responder rápidamente a las solicitudes de apoyo de las fuerzas terrestres, cazar lanzadores móviles de Scud y alargar el tiempo sobre en la zona de operaciones.
Por parte de la Infantería de Marina se asignaron todos los A-6B y la mitad de los F/A-18 a la campaña aérea liderada por la USAF, mientras que los F/A-18 restantes y todos los AV-8B quedaban asignados para proporcionar CAS a las fuerzas de tierra. Hacia la tercera semana de febrero, insatisfecho con el CAS recibido por la USAF se recuperaron todos los aviones cedidos para emplearlos también en los ataques CAS.

### Invasión y ocupación de Iraq
En 2003 comenzó la Operación Libertad Iraquí, y ya en los primeros combates participaron los aviones A-10 y OA-10. La invasión fue rápida y contundente, durando apenas 20 días. Tras la primera semana el 80-90% de las peticiones de apoyo aéreo solicitaban que lo realizan aviones A-10. También participaron en misiones CAS aviones B-52, B-1 y B-2 equipados con bombas inteligentes. Los Marines destacaron la 3ª Ala Aérea, con sus AV-8B Harrier II basados en el USS Bataan y USS Bonhomme Richard para realizar misiones CAS. La US Navy destinó sus F/A-18 principalmente a misiones CAS.

### Guerras de guerrillas
Desde la década de 1920 el poder aéreo ha desempeñado una función significativa como arma contra la guerrilla cuando fue usado por primera vez por los británicos y el Cuerpo de Infantería de Marina de EE. UU. Después de 1945 se ha recurrido todavía más al poder aéreo para respaldar a las fuerzas terrestres en la lucha de guerrillas con transporte aéreo, movilidad de helicópteros, reconocimiento y el apoyo aéreo cercano. Cuando la guerrilla se decide a llevar a cabo operaciones convencionales se expone a ataques desde el aire. Por su lado el apoyo aéreo se enfrenta a los retos de falta de una línea del frente, la naturaleza fluida de la batalla y la facilidad de perder contacto con el enemigo.
El CAS fue empleado por la RAF en el Conflicto Malayo, donde ocasionalmente fue eficaz. Francia también realizó misiones CAS en Indochina, donde no pudo salvar a los franceses de la derrota y en Argelia, donde si lo hizo. En Argelia el uso de aviones AT-6, F-47 y A-1 por su prolongado tiempo de vuelo, potencia de fuego, fácil mantenimiento y capacidad de usar pistas improvisadas, proporcionaron a los franceses una excelente capacidad de lucha contrainsurgencia. Portugal empleó en sus guerras coloniales el apoyo aéreo, empleando todos los aviones que pudo juntar para cubir extensos frentes. La guerra civil de El Salvador vio como el ejército recuperaba el terreno perdido frente al FMLN gracias al apoyo de la fuerza Aérea. EE. UU. suministró helicópteros artillados UH-1M y aviones AC-47 y A-37B que dieron apoyo aéreo y bombardearon a la guerrilla. En el caso de Colombia la Fuerza Aérea incorporó sistemas de visión nocturna, mejores medios de inteligencia aérea, aviones AT-27 Súper Tucano, helicópteros AH-60L y uso bombas guiadas por láser para incrementar su eficacia en las misiones de ataque a la guerrilla. Entre 2003 y 2014 se realizaron una media de 300 misiones anuales de apoyo aéreo cercano.
En este tipo de guerra limitada, con ausencia de maniobras o combates intensos, las misiones CAS se han empleado con más frecuencia pero en realidad son proporcionalmente pocas cuando se analiza el total de misiones de la fuerza aérea (transporte, enlace, reconocimiento, escolta convoyes, evacuación, etc).